# (3008) Nojiri
(3008) Nojiri es un asteroide perteneciente al cinturón de asteroides, descubierto el 17 de noviembre de 1938 por Karl Wilhelm Reinmuth desde el Observatorio de Heidelberg-Königstuhl, Alemania.

## Designación y nombre
Designado provisionalmente como 1938 WA. Fue nombrado Nojiri en honor al astrónomo japonés Hōei Nojir.